# Cashmere Sulci
I Cashmere Sulci sono una struttura geologica della superficie di Encelado.